# Acraea grosvenori
Acraea grosvenori là một loài bướm ngày thuộc họ Nymphalidae. Nó được tìm thấy ở miền đông Zaire và miền tây Uganda.